# بنی هدیه (روستا)
 بنی هدیه  نام روستای است در عزلهٔ (بنی فقاء) در ناحیهٔ (أسلم)، قضاء الشرقی، از توابع استان ذَمار در کشور یمن در شبه جزیره عربستان است. 
جمعیت آن ۲۲۶ نفر (۹ خانوار) می‌باشد.